# Nikolaj Rubinstein
Nikolaj Grigorjevitj Rubinstein, född den 2 juni 1835 i Moskva, död den 11 mars 1881 i Paris,[källa behövs] var en rysk pianist, dirigent, musikpedagog och kompositör, bror till Anton Rubinstein.
Rubinstein, som var elev av Kullak och Dehn, bildade 1860 Moskvas Ryska musiksällskap och 1866 Moskvas konservatorium (båda med Nikolaj Trubetskoj), som han på ett utmärkt sätt förestod till sin död.
Som pianovirtuos jämställdes han av många med sin bror, även om han inte ägde dennes geni; som dirigent var han honom överlägsen.